# Blinkmikroskop

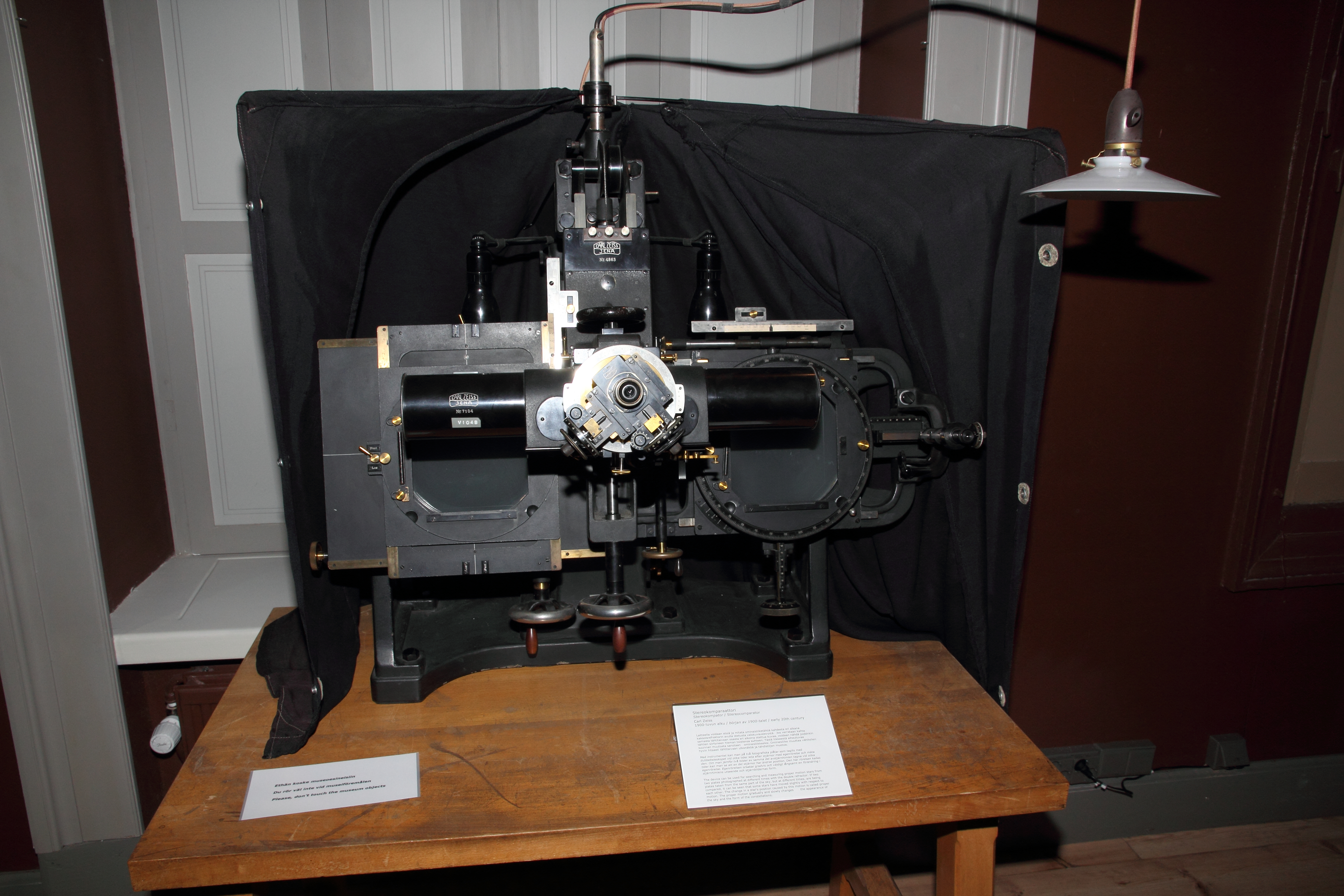
Ett blinkmikroskop utställt i Helsingfors universitets observatorium.

Ett blinkmikroskop, även kallat en blinkkomparator, är ett optiskt instrument som tidigare använts i astronomi för att jämföra två fotografier, tagna från samma himmelområde vid olika tidpunkter, genom att visa samma område med växelvis en och annan bild.
Fixstjärnorna på de två bilderna kommer inte att kunna röra sig på de dagar eller veckor som vanligtvis går mellan två fotograferingar, men om en planet, ett litet plan, månen, komet eller annat har gått med i bilderna kommer det att ha rört sig så mycket att du kan se det i blixtmikroskopet. Ett av de mest framstående exemplen på en himlakropp som upptäcktes med ett blixtmikroskop är dvärgplaneten Pluto.